# Калиан, Афанасий Бехнам
Афанасий Бехнам Калиан (8.12.1883 г., Мосул, Ирак — 17.02.1949 г., Багдад, Ирак) — архиепископ багдадский Сирийской католической церкви с 6 августа 1929 год по 17 февраля 1949 года.

## Биография
Афанасий Бехнам Калиан родился 8 декабря 1883 года в городе Мосул, Ирак.
19 июля 1908 года Афанасий Бехнам Калиан был рукоположён в священника.
26 февраля 1921 года Римский папа Пий XI назначил Афанасия Бехнама Калиана вспомогательным епископом антиохийской епархии и титулярным епископом Батны Сирийской. 19 июля 1922 года Афанасий Бехнам Калиан был рукоположён в епископа.
6 августа 1929 года Святейший Синод Сирийской католической церкви выбрал Афанасия Бехнама Калиана архиепископом Багдада.
Умер 17 февраля 1949 года.